# Chalk
Chalk är en ort i distriktet Gravesham, i grevskapet Kent, i England. Orten hade 2 208 invånare år 2021. Chalk var en civil parish fram till 1935 när blev den en del av Gravesend. Civil parish hade 563 invånare år 1931. Byn nämndes i Domedagsboken (Domesday Book) år 1086, och kallades då Celca.